# Mystical
Mystical is een computerspel dat werd ontwikkeld en uitgegeven door Infogrames. Het spel kwam in 1990 uit voor verschillende homecomputers. Het spel scrolt van boven naar beneden door een landschap en bevat vrij grote sprites. De speler bestuurt een karakter. De bedoeling is om de vijanden neer te schieten of deze te ontwijken. De speler zelf kan in vier richtingen bewegen. Onderweg kunnen diverse power-ups opgepakt worden. De hoogste scores worden bewaard in het scorebord. 

## Platforms
| Jaar | Platform                                  |
| ---- | ----------------------------------------- |
| 1990 | Amiga, Amstrad CPC, Atari ST, DOS, GX4000 |
| 1991 | MSX, ZX Spectrum                          |

## Ontvangst
| Beoordeeld door | Platform | Datum         | Score |
| --------------- | -------- | ------------- | ----- |
| ST Format       | Atari ST | februari 1991 | 76%   |
| Atari ST User   | Atari ST | mei 1992      | 72%   |
| Amiga Joker     | Amiga    | januari 1991  | 66%   |
| Power Play      | Amiga    | januari 1990  | 42%   |